# Roberto Canella
Roberto Canella Suárez (Laviana, 7 febbraio 1988) è un ex calciatore spagnolo, di ruolo difensore.